# Провулок Федора Терещенка (Житомир)
Прову́лок Федора Терещенка  — провулок у Богунському районі Житомира. Названий на честь підприємця, мецената, авіаконструктора першого українського летючого апарату Федора Терещенка.

## Історія
До 19 лютого 2016 року називався провулок Кошового. Відповідно до розпорядження Житомирського міського голови від 19 лютого 2016 року № 112 «Про перейменування топонімічних об'єктів та демонтаж пам'ятних знаків у м. Житомирі», перейменований на провулок Федора Терещенка.

## Транспорт
- Автобус № 14 — на зупинках «Вулиця Барашівська» та «Річка Кам'янка»